# 대불정여래밀인수증요의제보살만행수능엄경(언해) 권9
대불정여래밀인수증요의제보살만행수능엄경(언해) 권9(大佛頂如來密因修證了義諸菩薩萬行首楞嚴經(諺解) 卷九)는 대한민국 경기도 고양시 일산동구, 원각사에 있는 조선시대의 불경이다. 2012년 12월 27일 대한민국의 보물 제1794호로 지정되었다.
『대불정여래밀인수증요의제보살만행수능엄경(언해)』은 당나라의 반자밀제(般刺密帝)가 번역 하고, 송나라의 계환(戒環)이 해설한 것에 세종 31년(1449)에 수양대군이 세종의 명에 따라 번역을 시작하여 뒤 로 미루어졌다가 혜각존자 신미(信眉)·한계희(韓繼禧)·김수온(金守溫) 등에 국역과 교정을 명하여 세조 7년(1461)에 완성한 것이다.
인출은 세조 원년(1455) 강희안(姜希顔)의 글씨를 자본(字本)으로 만든 을해자의 대자·중자·소자를 사용하고, 한글은 이 능엄경 국역본을 찍기 위해 새로 주조한 한글활자를 사용하여 세조 7년(1462)에 이루어졌다.
원각사 소장의 권 9는 세조연간에 인출된 을해자본이며, 본문 중간중간에 교정지시가 주서(朱書)로 되어 있어 교정본 임을 알 수 있으며, 표지가 결락되고 첫째 장이 마모되어 글자가 일부 훼손된 부분이 있으나 나머지는 온전하고 보존상태도 양호하다. 이와 동일본인 보물 제763호로 지정된 세종대왕기념사업회 소장본 권 9 앞 부분의 1～26장과 뒷부분 1장이 결락되어 있기 때문에 이 책을 통해 을해자본 권 9도 완전하게 보충할 수 있게 되었다. 조선전기 국어학연구와 서지학 연구에 귀중한 자료가 된다.

## 같이 보기
- 원각사

## 참고 자료
- 대불정여래밀인수증요의제보살만행수능엄경(언해) 권9 - 국가유산청 국가유산포털